# Gegenbehälter
Unter einem Gegenbehälter versteht man beim Bau von Wasserversorgungsnetzen einen Trinkwasserbehälter, der im Gegensatz zum Durchlaufbehälter vom Wasserwerk aus gesehen hinter dem Versorgungsgebiet oder im Nebenschluss zur Zubringerleitung liegt.
Das Versorgungsnetz liegt also zwischen der Wassergewinnungsanlage und dem Wasserspeicher und die Versorgung erfolgt von zwei Seiten, wodurch sich die Versorgungssicherheit erhöht.
Nachteilig kann sein, dass bei einem leeren Gegenbehälter der Versorgungsdruck in der Umgebung des Behälters sinkt.